# 普雷索拉納山
45°57′22″N 10°03′21″E / 45.9562°N 10.0557°E

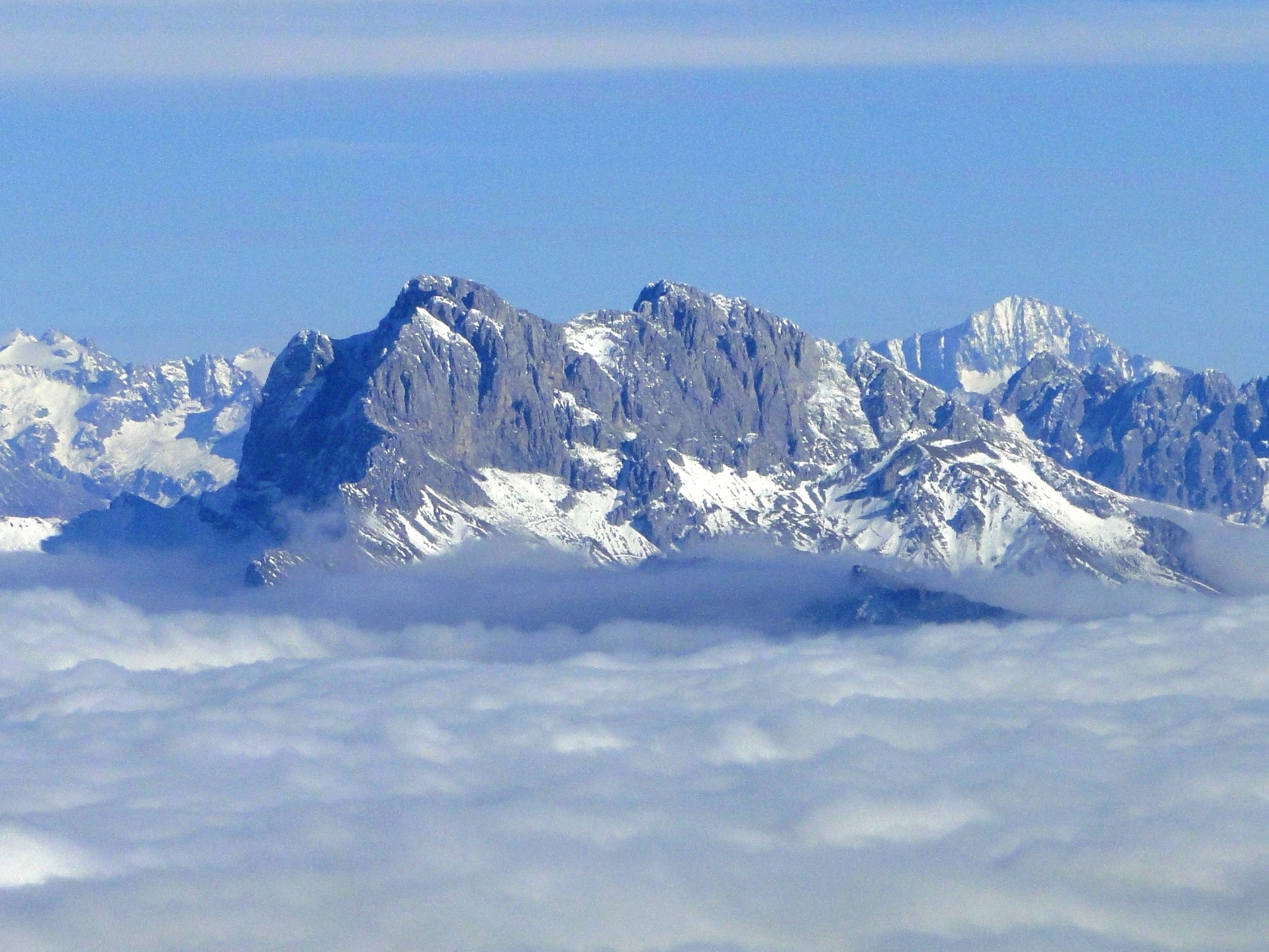

普雷索拉納山（義大利語：Presolana），是意大利的山峰，位於該國北部，由倫巴第大區負責管轄，屬於柏加馬前阿爾卑斯山脈的一部分，海拔高度2,521米，每年平均降雨量1,599毫米。